# Predrag Ostojić
Predrag Ostojić est un joueur d'échecs yougoslave né le 22 février 1938 à Kraljevo et mort le 5 juillet 1996. Grand maître international depuis 1975, il a remporté deux fois le Championnat d'échecs de Yougoslavie (en 1968 et 1971).
Il remporta le tournoi de maîtres de Wijk aan Zee en 1968 (ex æquo avec Doda et Melina) après deux deuxièmes places au tournoi de maîtres de Beverwijk en 1966 et 1967. Il finit premier des tournois de Imperia 1969, Bienne 1970 (open), Gloggnitz 1971, San Juan 1971, Stockholm 1972-1973 (Rilton Cup), Sao Paulo 1973, Casablanca 1974, Vrnjacka Banja 1975, Sandefjord 1976, Val Thorens 1977, Liège 1981 et Bled 1982.
En compétition par équipe, Ostojic a représenté la Yougoslavie lors des olympiades universitaires (championnat du monde par équipe des moins de 26 ans) en 1962, 1963 et 1964 (médaille d'or individuelle à l'échiquier de réserve en 1963 et médaille d'argent par équipe en 1962 et 1963).